# Okh uzj eta Nastja!
Okh uzj eta Nastja! (russisk: Ох уж эта Настя!) er en sovjetisk spillefilm fra 1971 af Jurij Pobedonostsev.

## Medvirkende
- Irina Volkova som Nastja
- Tatjana Nevskaja som Ljuba Sitnikova
- Sergej Kuskov som Edik Syrojegin
- Natalja Gvozdikova som Sveta Rjabinina
- Aleksandr Kharitonov som Sasja Zjarikov